# Zjednoczenie Robotnicze
Zjednoczenie Robotnicze – polska organizacja socjalistyczna działająca w Warszawie w latach 1891–1892.
Zjednoczenie Robotnicze zostało założone w sierpniu 1891 roku przez członków II Proletariatu, zwolenników Ligi Polskiej przeciwnych stosowaniu przemocy w walce politycznej. W 1892 r. członek założyciel Polskiej Partii Socjalistycznej. Przewodniczącym zjednoczenia był Edward Abramowski, do czołowych działaczy należał Stanisław Wojciechowski. Inni działacze: Stanisław Tylicki, Jan Strożecki, Kazimierz Pietkiewicz.. Delegaci Zjednoczenia (E. Abramowski, St. Wojciechowski i St. Tylicki) w listopadzie 1892 roku wzięli udział w zorganizowanym w Paryżu zjeździe organizacyjnym P. P. S..